# 施洛斯山 (烏里州)
46°48′9″N 8°31′37″E / 46.80250°N 8.52694°E

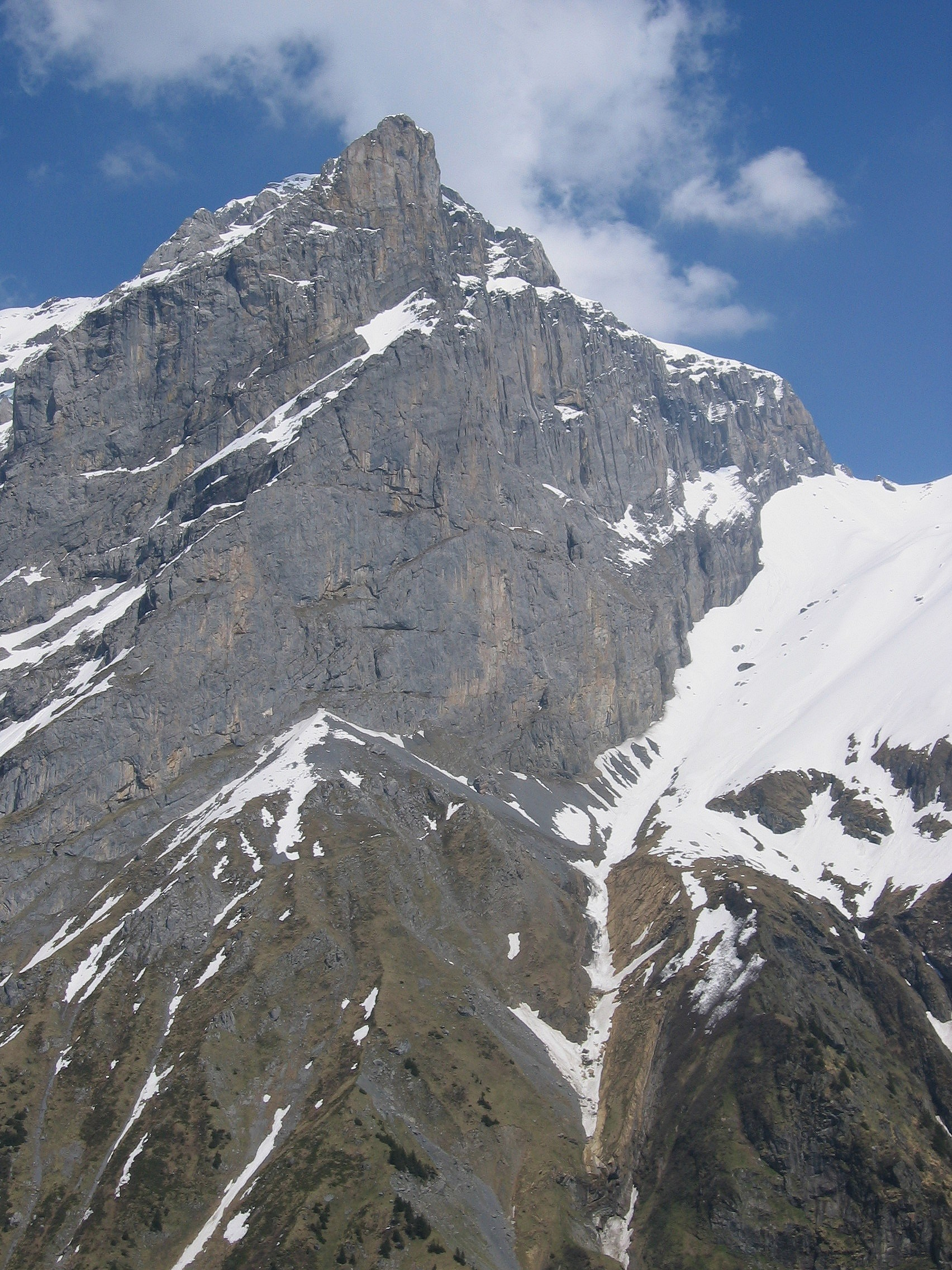

施洛斯山（Schlossberg i Uri），是瑞士的山峰，位於該國南部，由烏里州負責管轄，屬於烏里山的一部分，距離大施潘諾特山1.8公里，海拔高度3,133米，人類在1863年首次登頂。